# 우니베르시타스 21
우니베르시타스 21(영어: Universitas 2 : U21)은 연구 집중 대학의 국제 네트워크로 범지구적으로 중요한 이슈에 관해서 전략적인 고려를 위하여 국제적인 참고점과 자원으로서 설립되었다. 그와 함께 이들 대학과 연합한 5십만 학생과 4만 대학 연구자들이 있으며 2백만의 졸업자가 있었다.
1997년에 설립된 우니베르시타스 21(Universitas 21)은 현재 12개국에 21 멤버 대학이 있다. 2007년 11월 델리 대학교가 우니베르시타스 21에 가입하여 델리 대학교는 남아시아 최초의 유일한 멤버가 되었다.
대학교는 많은 수준에서 협력한다. 학부, 대학원후 연구가 있으며 최선의 실습을 공유하고 수백의 학생들이 해마다 교환학생 프로그램에 참여한다. 그것을 U21 학생 이동 프로그램(U21 Student Mobility Progamme)이라 한다.
2001년 우니베르시타스 21은 톰슨 연구와 협동으로 우니베르시타스 21 글로벌(U21Global)이라 불리는 싱가포르에 사령부를 둔 온라인 대학교를 만들었다.
프로그램은 U21페다조지카(U21pedagogica Ltd)에 의해 관리되고 품질 보증된다. 그것은 미국 구언지에 지부가있으며 버지니아 샬럿츠빌(Charlottesville)에 사령부가 있다. 버지니아 대학교 인근이다.
톰슨 러닝은 센게이지 러닝이 되었고 그 후 2007년 알려지지 않은 가격으로 U21글로벌의 50% 지분을 모리셔스에 기초한 마니팔유니버설러닝 인터내셔널에 팔렸다.

## 대학 일람

### 동아시아
- 고려대학교 ( 대한민국)
- 상하이 자오퉁 대학 ( 중화인민공화국)
- 싱가포르 국립 대학 ( 싱가포르)
- 와세다 대학 ( 일본)
- 푸단 대학 ( 중화인민공화국)
- 홍콩 대학 ( 홍콩)

### 남아시아
- 델리 대학교 ( 인도)

### 유럽
- 암스테르담 대학교 ( 네덜란드)
- 글래스고 대학교 ( 영국)
- 노팅엄 대학교 ( 영국)
- 룬드 대학교 ( 스웨덴)
- 에든버러 대학교 ( 영국)
- 유니버시티 칼리지 더블린 ( 아일랜드 공화국)
- 버밍엄 대학교 ( 영국)

### 북미
- 맥길 대학교 ( 캐나다)
- 메릴랜드 대학교 ( 미국)
- 몬테레이 공과대학교 ( 멕시코)
- 브리티시컬럼비아 대학교 ( 캐나다)
- 오하이오 주립 대학교 ( 미국)
- 코네티컷 대학교 ( 미국)

### 남미
- 칠레 폰티피셜 가톨릭 대학교 ( 칠레)

### 오세아니아
- 뉴사우스웨일스 대학교 ( 호주)
- 멜버른 대학교 ( 호주)
- 오클랜드 대학교 ( 뉴질랜드)
- 퀸즐랜드 대학교 ( 호주)

### 아프리카
- 요하네스버그 대학교 ( 남아프리카 공화국)